# Érard III. (Breteuil)
Érard III. (auch Evrard genannt; † 1148 bei Laodikeia) war ein Graf von Breteuil aus dem Haus Le Puiset. Er war ein Sohn des Grafen Waleran II. († nach 1124). Sein Onkel Walter von Breteuil gehörte zu den Anführern des Volkskreuzzuges, auf dem er 1096 getötet wurde.
Im Jahr 1146 nahm Érard gemeinsam mit König Ludwig VII. und anderen französischen Großen in Vézelay das Kreuz zum zweiten Kreuzzug. Im Verlauf dieses Unternehmens wurde er 1148 in einer Schlacht gegen die Rum-Seldschuken bei Laodikeia getötet.
Érard III. war verheiratet mit einer Tochter des Thomas de Coucy. Sie hatten mehrere Söhne, darunter Graf Waleran III.